# Jaromír Dragan
Jaromír Dragan (* 14. September 1963 in Liptovský Mikuláš, Tschechoslowakei) ist ein ehemaliger slowakischer Eishockeytorwart und jetziger -trainer. 

## Karriere
Jaromír Dragan begann seine Karriere als Eishockeyspieler in seiner Heimatstadt in der Nachwuchsabteilung von Partizán Liptovský Mikuláš, für dessen Seniorenmannschaft er in der Saison 1982/83 sein Debüt in der 1. SNHL, der Gruppe des slowakischen Landesteils der zweiten tschechoslowakischen Spielklasse, gab. Die folgende Spielzeit verbrachte der Torwart bei Slovan ChZJD Bratislava in der 1. Liga, der höchsten tschechoslowakischen Spielklasse. Nachdem er für Slovan jedoch nur zu einem einzigen Einsatz gekommen war, verließ er den Verein wieder und spielte von 1984 bis 1986 für den Zweitligisten HC Topoľčany. 
Im Sommer 1986 schloss sich Dragan TJ VSŽ Košice an, mit dem er in der Saison 1987/88 den tschechoslowakischen Meistertitel gewann. In den folgenden Jahren wurde er einer der Führungsspieler in Košice und blieb auch in der Mannschaft, nachdem im Anschluss an die Auflösung der Tschechoslowakei zur Saison 1993/94 die neu gegründete slowakische Extraliga erstmals ausgetragen wurde. Mit Košice gewann der Nationalspieler in den Spielzeiten 1994/95 und 1995/96 jeweils den slowakischen Meistertitel. Die Saison 1997/98 begann er ebenfalls in Košice, beendete sie jedoch beim HC Zlín in der tschechischen Extraliga. Nach einjähriger Pause lief er in der Saison 1999/2000 noch einmal für Košice in der slowakischen Extraliga auf. 
Bei der U18-Junioren-Weltmeisterschaft 2006 war Dragan einer der Assistenztrainer der Slowakei. 

### International
Für die Tschechoslowakei nahm Dragan an den Olympischen Winterspielen 1992 in Albertville teil, bei denen er mit seiner Mannschaft die Bronzemedaille gewann. Als Ersatztorwart blieb er im Turnierverlauf ohne Einsatz. 
Für die Slowakei nahm Dragan an den Olympischen Winterspielen 1994 in Lillehammer teil. Zudem stand er im Aufgebot seines Landes bei der C-Weltmeisterschaft 1994, der B-Weltmeisterschaft 1995 sowie den A-Weltmeisterschaften 1996 und 1997. 1996 trat er für die Slowakei beim World Cup of Hockey an. 

## Erfolge und Auszeichnungen
- 1988 Tschechoslowakischer Meister mit TJ VSŽ Košice
- 1995 Slowakischer Meister mit TJ VSŽ Košice
- 1996 Slowakischer Meister mit TJ VSŽ Košice

### International
- 1992 Bronzemedaille bei den Olympischen Winterspielen
- 1994 Aufstieg in die B-Weltmeisterschaft bei der C-Weltmeisterschaft
- 1995 Aufstieg in die A-Weltmeisterschaft bei der B-Weltmeisterschaft